# (2919) Дали
(2919) Дали (исп. Dali) — астероид из группы главного пояса, который был открыт 2 марта 1981 года американским астрономом Шелтом Джоном Басом в Сайдинг-Спринге и назван в честь великого испанского художника Сальвадора Дали.

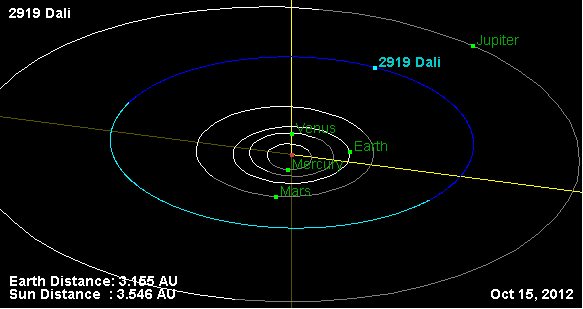
Орбита астероида Дали и его положение в Солнечной системе